# Culinária sino-canadense
A culinária sino-canadense ou can/chinesa é um estilo de culinária popular exclusiva para jantar e refeições em todo o Canadá. Foi a primeira forma de comida chinesa comercialmente disponível no Canadá. Este estilo foi inventado por cantoneses imigrantes que adaptaram as receitas tradicionais chinesas e os gostos ocidentais.